# Axis (cerf)
Pour les articles homonymes, voir Axis.
Genre
Ce genre comporte quatre espèces.
- Axis axis - cerf axis ou chital
- Axis calamianensis - Cerf calamian

Le manteau court du cerf Calamian est uniformément brun. Comparé aux autres cerfs cochons, le cerf Calamian est relativement haut sur pattes lesquelles sont plus foncées que le reste du corps. Il est menacé d'extinction. On compte des pertes de quelque 900 individus en 1996.
- Axis kuhlii -  Cerf de Kuhl ou de Bawean

Le cerf Kulh a un épais manteau qui est uniformément brun. Le corps est rond et arrondi, les pattes avant sont plus grandes devant que celles de derrière.
- Axis porcinus - Cerf cochon

Le cerf cochon est un cervidé solitaire. Il est lourd et assez bas sur pattes.